# Februarimanifestet

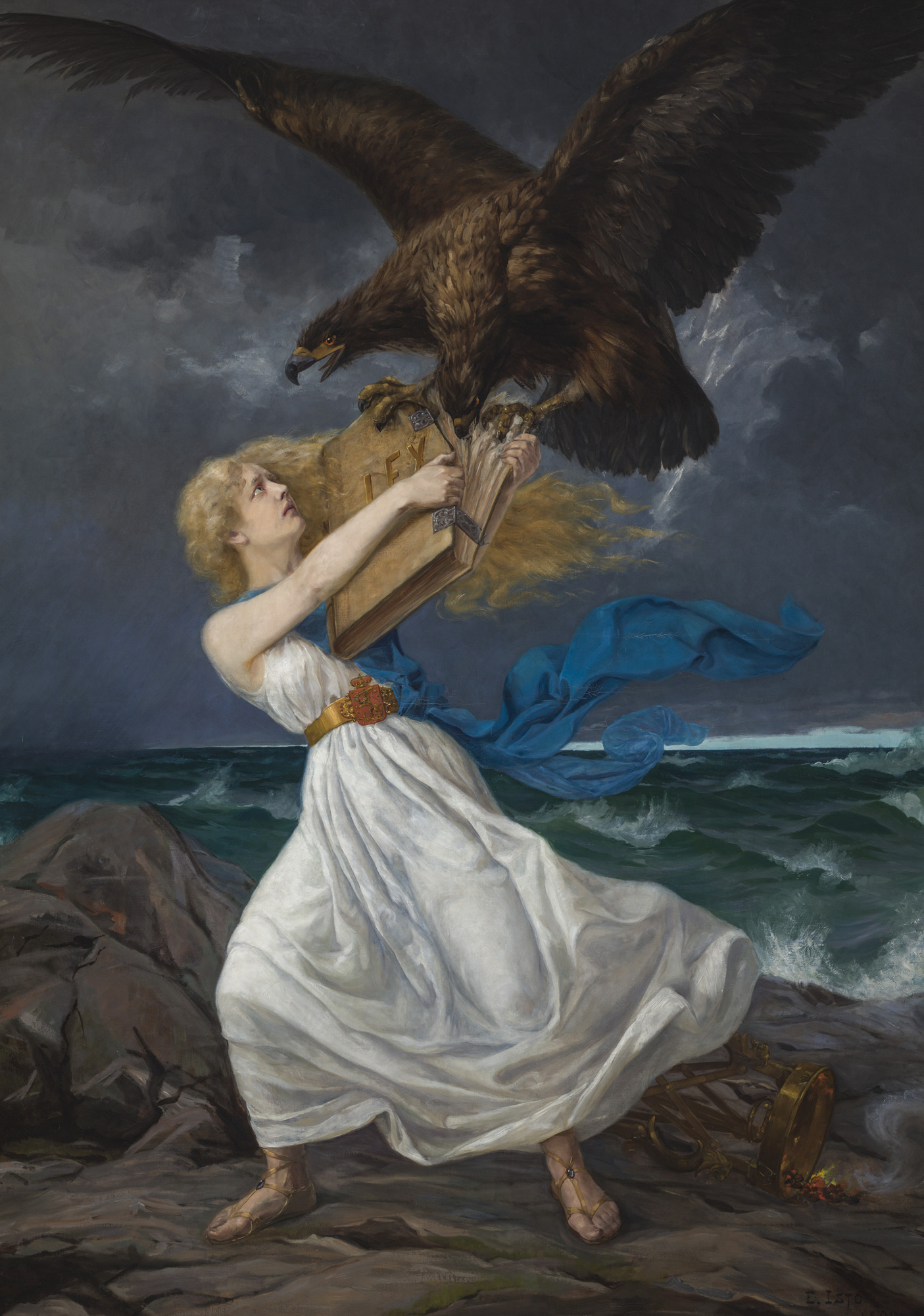
Edvard Isto fick idén till sin berömda målning Anfall i Berlin efter februarimanifestet 1899.

Februarimanifestet eller Hans Kejserliga Majestäts Nådiga Manifest (FFS 3/1899) var ett ryskt kejserligt manifest som gavs Storfurstendömet Finland den 15 februari 1899 (3 februari enligt ryska kalendern). Manifesten innehöll "grundstadganden angående utarbetande, granskning och promulgerande af lagar, som utfärdas för Kejsaredömet, inbegripet Storfurstendömet Finland".
Detta manifest inledde en period av aktiv förryskningspolitik i Finland. Dess innebörd var, att rikslagarna, dvs. sådana finländska lagar, som kunde anses beröra hela rikets intressen, härefter inte skulle stiftas av kejsaren och Finlands lantdag, utan att beslutanderätten skulle tillkomma kejsaren och det ryska riksrådet. Lantdagen skulle endast få avge utlåtande om dessa lagar. Kejsaren kom i och med detta att få avgöra vilka lagar som skulle betecknas som rikslagar. Ett ärende som ansågs ligga utanför lantdagens befogenhet var till exempel frågan om Finlands militär.
Februarimanifestet kom som en överraskning för de ledande kretsarna i Finland. Här var man till en början övertygad om att tsar Nikolaj II blivit vilseledd av sina panslavistiska rådgivare och att han skulle återkalla manifestet så snart dess rättsliga innebörd blivit klargjord för honom. Med tio röster mot tio beslöts vid en omröstning i senatens ekonomiedepartement, där viceordförandens röst avgjorde, att februarimanifestet skulle kungöras (promulgeras). Sedan senaten och lantdagen på olika sätt protesterat mot det olagliga manifestet, tillkom på privat initiativ vädjan till kejsaren i form av en stor folkadress (se den stora deputationen).
Februarimanifestet var formellt i kraft till den 4 november 1905, då kejsaren efter storstrejken utfärdade ett manifest (novembermanifestet), genom vilket det återkallades och landets grundlagar bekräftades.